# BBC Radio Solent
BBC Radio Solent – brytyjska stacja radiowa należąca do BBC i pełniąca w sieci tego nadawcy rolę stacji lokalnej dla hrabstw Dorset i Hampshire, a także wyspy Wight. Pierwszym dniem nadawania stacji był 31 grudnia 1970 roku. Obecnie jest dostępna w analogowym i cyfrowym przekazie naziemnym, a także w Internecie. 
Siedzibą stacji jest Southampton. Oprócz audycji własnych stacja transmituje również programy audycje siostrzanych stacji lokalnych BBC z Royal Tunbridge Wells i Leeds, a także programy ogólnokrajowego BBC Radio 5 Live.